# John L. Holland
John L. Holland és un psicòleg nord-americà famós per les seves proves de personalitat que ajuden a escollir carrera i professió. Determina sis caràcters bàsics, que tendeixen a preferir determinades feines. Els tests s'usen en l'orientació vocacional als gabinets de psicologia i a les escoles. A cada persona predominen dos o tres estils de personalitat però l'elecció final dels estudis o professió depèn de més factors, com la influència de l'entorn, la necessitat econòmica o la proximitat del lloc on es puguin realitzar.
Els tipus bàsics són
- realista (prefereix treballar amb les mans o amb màquines). Tendeix a professions com enginyer, mecànic, pagès, conductor...
- pensador (prefereix la feina especulativa). Acostuma a escollir feines com la d'investigador, científic, filòsof…
- creatiu (busca solucions noves, fuig de la rutina). Tria professions com la d'artista, advocat, inventor...
- social (li agrada el contacte amb altres persones). Busca feines com la de mestre, metge, relacions públiques....
- emprenedor (té lideratge i l'estimula la competitivitat). Escull preferentment ser empresari, polític, publicista...
- organitzador (necessita ordre, és detallista). Les seves feines tipus són les administratives, corrector, historiador, conserge...